# السيد والسيدة سميث (فلم)

## القصة
جون (براد بيت) وجين (أنجلينا جولي) سميث زوجان يعيشان حياة مزعجة ومملة، ولكن ما يجهله كل منهما عن الآخر هو أنهما قاتلان مأجوران يجوبان العالم ويقتلان من أجل المال. تبدأ حياتهم الزوجية بالإثارة عندما يتم تكليفهم لقتل بعضهم البعض من قبل منظماتهم المتنافسة.

## روابط خارجية
- مقالات تستعمل روابط فنية بلا صلة مع ويكي بيانات